# Bildhauerfuß
Der Bildhauerfuß war ein Längenmaß in Brescia in der Lombardei. Er existierte neben dem gewöhnlichen Fuß, mit Pied bezeichnet, und dem Stundenfuß.
- 1 Bildhauerfuß = 130 5/6 Pariser Linien = 0,294668 Meter
- 1 Stundenfuß = 146 3/5 Pariser Linien = 0,330705 Meter
- 1 Pied = 12 Dita/Zoll = 210,773 Pariser Linien = 0,47547 Meter